# Netelia deceptor
Netelia deceptor là một loài tò vò trong họ Ichneumonidae.